# Jon Ecker
Jon Michael William Ecker (n. 16 martie 1983), de asemenea, cunoscut sub numele de Jon Ecker, este un actor american. El a devenit cunoscut datorită următoarelor roluri: Aaron "Ari" Morales în Popland!, Pablo Peralta în telenovela Corazon valiente, Nicolás "Nico" de la Vega în Gossip Girl: Acapulco, și Marlon Brando în filmul Cantinflas.

## Viața timpurie
Născut în San Marcos, Texas, John-Michael Ecker este fiul actorului Guy Ecker.

## Filmografia

### Film
| Yearcv | Titlu      | Rolul         | Note                                   |
| ------ | ---------- | ------------- | -------------------------------------- |
| 2014   | Cantinflas | Marlon Brando | Filmul de debut; Creditat ca Jon Ecker |

### Televiziune
| An        | Titlu                 | Rolul                     | Note |
| --------- | --------------------- | ------------------------- | --- |
| 2010      | Nina de mi corazón    | El Mudra                  | Rol Minor |
| 2011      | El Equipo             | Mike                      | 2 episoade |
| 2011      | Forța Destinului      | Crupier                   | 1 episod |
| 2011      | Popland!              | Aaron "Ari" Morales       | Rolul Principal; Creditat ca Jon Ecker |
| 2012-2013 | Inimă curajoasă       | Pablo Peralta             | Rolul Principal |
| 2013      | Gossip Girl: Acapulco | Nicolas "Nico" de la Vega | Rolul Principal; Creditat ca Jon Ecker; Personaj bazat pe Nathaniel "Nate" Archibald; Adaptare Mexicană a serialului American Gossip Girl |
| 2015      | Narcos                | Leul                      | 2 episoade |
| 2016      | Regina Sudului        | El Güero                  | Realizat pentru film de televiziune; În producere                                                                                         |